# 萊克伍德 (新澤西州普查規定居民點)
萊克伍德（英語：Lakewood）是位於美國新澤西州海洋縣的普查規定居民點。

## 人口
根據2020年美國人口普查的數據，萊克伍德的面積為18.97平方千米，當中陸地面積為18.34平方千米，而水域面積為0.63平方千米。當地共有人口69398人，而人口密度為每平方千米3,658.3人。